# La Sonnette d'alarme
Pour plus de détails, voir Fiche technique et Distribution.
La Sonnette d'alarme est un film français réalisé par Christian-Jaque, sorti en 1935.

## Fiche technique
- Réalisation : Christian-Jaque
- Scénario : Albert Depondt, Suzanne Desty d'après l'œuvre originale de Romain Coolus et Maurice Hennequin
- Musique : Paul Fontaine, Jacques Météhen, Max Blot
- Photographie : Léo Mirkine
- Production :  Productions Sigma
- Pays d'origine :  France
- Format :  Noir et blanc - 1,37:1 - son mono
- Genre : Comédie
- Durée : 70 minutes
- Date de sortie : 30 mai 1935 (France)

## Distribution
- Jean Murat : Robert Masselin
- Josette Day : Geneviève
- Pierre Stephen : Gaston
- Marguerite Pierry : Mme. Toulouzel
- Adrien Le Gallo : Lepinchois
- Nita Raya : Loulou
- Alexandre Arnaudy : Paginot
- Charles Lemontier : Ludovic
- Pierre Piérade : Le vétérinaire
- Christian Argentin : Professeur Bodart
- Marcel Vidal : Chanteroy
- Christiane Delyne : Simone Bridac
- Jean Kolb